# Declinacions de l'eslovac
L'eslovac és una llengua flexiva amb sistemes de declinació per a substantius, pronoms personals i possessius, adjectius qualificatius, adjectius demostratius i adjectius numerals ordinals i cardinals.
Els substantius es poden declinar segons el gènere, el nombre i el cas. Hi ha sis casos en eslovac modern:
- Nominatiu
- Genitiu
- Datiu
- Acusatiu
- Locatiu
- Instrumental

El vocatiu es considera arcaic en eslovac modern, i només s'empra en alguns contexts com en contes o per expressar ironia.

## Substantius

### Masculí
L'eslovac distingeix els substantius masculins en animats i inanimats. Per als substantius inanimats, l'acusatiu és idèntic al nominatiu; per als animats, és idèntic al genitiu (norma aplicable també als adjectius).
| Tipus        | Animat (acabat en consonant) | Animat (acabat en consonant) | Animat (acabat en a) | Animat (acabat en a) | Inanimat (acabat en consonant dura) | Inanimat (acabat en consonant dura) | Inanimat (acabat en consonant tova) | Inanimat (acabat en consonant tova) |
| Nombre       | Singular                     | Plural                       | Singular             | Plural               | Singular                            | Plural                              | Singular                            | Plural                              |
| ------------ | ---------------------------- | ---------------------------- | -------------------- | -------------------- | ----------------------------------- | ----------------------------------- | ----------------------------------- | ----------------------------------- |
| Nominatiu    | chlap                        | chlapi                       | hrdina               | hrdinovia            | dub                                 | duby                                | stroj                               | stroje                              |
| Genitiu      | chlapa                       | chlapov                      | hrdinu               | hrdinov              | duba                                | dubov                               | stroja                              | strojov                             |
| Datiu        | chlapovi                     | chlapom                      | hrdinovi             | hrdinom              | dubu                                | dubom                               | stroju                              | strojom                             |
| Acusatiu     | chlapa                       | chlapov                      | hrdinu               | hrdinov              | dub                                 | duby                                | stroj                               | stroje                              |
| Locatiu      | chlapovi                     | chlapoch                     | hrdinovi             | hrdinoch             | dube                                | duboch                              | stroji                              | strojoch                            |
| Instrumental | chlapom                      | chlapmi                      | hrdinom              | hrdinmi              | dubom                               | dubmi                               | strojom                             | strojmi                             |

- En alguns substantius l'última vocal de l'arrel desapareix o s'escurça en tots els casos menys en nominatiu: chlieb --> chleba; cukor --> cukru.
- Molts substantius masculins inanimats tenen el genitiu singular en -u: rok --> roku
- Els inanimats acabats en -k, -ch, -h o -g el locatiu singular es fa en -u: juh --> juhu.
- Alguns inanimats tenen el locatiu i el datiu singulars en -u en comptes d'-ovi.
- Alguns animats tenen el nominatiu plural en -ovia: syn --> synovia; o -ia: učiteľ --> učitelia.
- Alguns substantius inanimats d'origen estranger tenen una terminació en nominatiu i en acusatiu singulars que desapareix en els altres casos: komunizmus --> komunizmu.
- La terminació de l'instrumental plural és de vegades -ami per raons eufòniques: meter --> metrami.
- Alguns substantius masculins rars animats tenen un vocatiu singular: priateľ --> priateľu; boh --> bože.
- Els substantius animats acabats en -ch o -k canvien la consonant per -s- o -c- davant de la terminació -i del nominatiu plural: Čech --> Česi; Slovák --> Slováci.
- Alguns substantius tenen declinacions del tot irregulars, com per exemple deň, que fa el genitiu plural en dní; o človek, que fa el plural en ľudia.

### Femení
| Terminació   | Consonant dura + -a | Consonant dura + -a | Consonant tova + -a | Consonant tova + -a | Consonant, genitiu en -e | Consonant, genitiu en -e | Consonant, genitiu en -i | Consonant, genitiu en -i |
| Nombre       | Singular            | Plural              | Singular            | Plural              | Singular                 | Plural                   | Singular                 | Plural                   |
| ------------ | ------------------- | ------------------- | ------------------- | ------------------- | ------------------------ | ------------------------ | ------------------------ | ------------------------ |
| Nominatiu    | žena                | ženy                | ulica               | ulice               | dlaň                     | dlane                    | kosť                     | kosti                    |
| Genitiu      | ženy                | žien                | ulice               | ulíc                | dlane                    | dlaní                    | kosti                    | kostí                    |
| Datiu        | žene                | ženám               | ulici               | uliciam             | dlani                    | dlaniam                  | kosti                    | kostiam                  |
| Acusatiu     | ženu                | ženy                | ulicu               | ulice               | dlaň                     | dlane                    | kosť                     | kosti                    |
| Locatiu      | žene                | ženách              | ulici               | uliciach            | dlani                    | dlaniach                 | kosti                    | kostiach                 |
| Instrumental | ženou               | ženami              | ulicou              | ulicami             | dlaňou                   | dlaňami                  | kosťou                   | kosťami                  |

- No es pot saber si un substantiu femení acabat en consonant es declina com dlaň o kosť, però el genitiu és normalment indicat en els diccionaris.
- Per als substantius en -a, el genitiu plural no té terminació. Tot i així, hi ha un allargament de l'última vocal de l'arrel o bé s'hi insereix una vocal (ie, o o e) per facilitar la pronunciació: voda --> vôd; slza --> sĺz; vojna --> vojen; hruška --> hrušiek.
- La regla rítmica fa que les terminacions en -ám i -ách esdevinguin -am i -ach si la síl·laba precedent conté una vocal llarga o un diftong: káva --> kávam, kávach.
- Alguns substantius declinats com ulica tenen el genitiu plural en -í, sobretot en el cas dels mots estrangers en -ia: funkcia --> funkcií.
- Per als mots femenins en -a, el vocatiu singular (arcaic) té la terminació -o: žena --> ženo.
- El substantiu pani és irregular.
- Els mots en -ea (com idea o Kórea) es declinen com žena, tret que el locatiu i el datiu singulars són en -i i el genitiu plural en -í.

Encara hi ha un cinquè model de declinació per als substantius acabats en -á. Es declinen com adjectius en singular, i en nominatiu i acusatiu plurals, i en els altres casos com el model de žena.
| Cas          | Singular   | Plural      |
| ------------ | ---------- | ----------- |
| Nominatiu    | princezná  | princezné   |
| Genitiu      | princeznej | princezien  |
| Datiu        | princeznej | princeznám  |
| Acusatiu     | princeznú  | princezné   |
| Locatiu      | princeznej | princeznách |
| Instrumental | princeznou | princeznami |

### Neutre
| Terminació   | Consonant dura + -o | Consonant dura + -o | Consonant tova + -e | Consonant tova + -e | -ie         | -ie           | -a o -ä   | -a o -ä    | -a o -ä          |
| Nombre       | Singular            | Plural              | Singular            | Plural              | Singular    | Plural        | Singular  | Plural     | Plural (variant) |
| ------------ | ------------------- | ------------------- | ------------------- | ------------------- | ----------- | ------------- | --------- | ---------- | ---------------- |
| Nominatiu    | mesto               | mestá               | srdce               | srdcia              | vysvedčenie | vysvedčenia   | dievča    | dievčatá   | dievčence        |
| Genitiu      | mesta               | miest               | srdca               | sŕdc                | vysvedčenia | vysvedčení    | dievčaťa  | dievčat    | dievčeniec       |
| Datiu        | mestu               | mestám              | srdcu               | srdciam             | vysvedčeniu | vysvedčeniam  | dievčaťu  | dievčatám  | dievčencom       |
| Acusatiu     | mesto               | mestá               | srdce               | srdcia              | vysvedčenie | vysvedčenia   | dievča    | dievčatá   | dievčence        |
| Locatiu      | meste               | mestách             | srdci               | srdciach            | vysvedčení  | vysvedčeniach | dievčati  | dievčatách | dievčencom       |
| Instrumental | mestom              | mestami             | srdcom              | srdcami             | vysvedčením | vysvedčeniami | dievčaťom | dievčatami | dievčencami      |

- La manca de terminació en el genitiu plural per als substantius en -o i -e provoca modificacions de l'arrel com passa en els substantius femenins.
- El locatiu singular dels mots que acaben en -ko, -go, -ho, -cho o una vocal seguida de -o i -u: Slovensko --> Slovensku; rádio --> rádiu.
- Si l'última síl·laba de l'arrel conté una vocal llarga o un diftong, la regla rítmia fa que les terminacions -á/ia, -ám/iam, -ách/iach s'escurcin en -a, -am, -ach: ráno --> rána, ránam, ránach.
- Per als mots de tipus srdce, la terminació de l'instrumental plural és -iami en la llengua col·loquial.
- Per als mots acabats en -a o -ä, que normalment designen animals petits:
  - La variant del plural en -enc- és més rara. Alguns mots, com mláďa, no tenen aquesta variant (el plural és mláďatá; * mládence és incorrecte).
  - Per als mots que acaben en ä, la -a- inicial de totes les terminacions es reemplaça per -ä: žriebä --> žriebäťa, žriebäťu.
- Alguns mots són irregulars: oko, ucho i dieťa, que es declinen en singular de forma regular, però que tenen formes plurals irregulars.

## Adjectius

### Adjectius qualificatius
Hi ha dos models de declinació per als adjectius:
- El primer, per als adjectius acabats en una consonant dura seguida de ý.
- El segon, per als adjectius acabats en una consonant tova seguida de í.

| Nombre       | Singular | Singular | Singular | Singular | Plural  | Plural   | Plural  | Plural  |
| Gènere       | Masculí  | Masculí  | Neutre   | Femení   | Masculí | Masculí  | Neutre  | Femení  |
| Gènere       | Animat   | Inanimat | Neutre   | Femení   | Animat  | Inanimat | Neutre  | Femení  |
| ------------ | -------- | -------- | -------- | -------- | ------- | -------- | ------- | ------- |
| Nominatiu    | pekný    | pekný    | pekné    | pekná    | pekní   | pekné    | pekné   | pekné   |
| Genitiu      | pekného  | pekného  | pekného  | peknej   | pekných | pekných  | pekných | pekných |
| Datiu        | peknému  | peknému  | peknému  | peknej   | pekným  | pekným   | pekným  | pekným  |
| Acusatiu     | pekného  | pekný    | pekné    | peknú    | pekných | pekné    | pekné   | pekné   |
| Locatiu      | peknom   | peknom   | peknom   | peknej   | pekných | pekných  | pekných | pekných |
| Instrumental | pekným   | pekným   | pekným   | peknou   | peknými | peknými  | peknými | peknými |

- Contràriament a les regles habituals de pronunciació, la n de peknej i pekní es pronuncia [n] i no pas [ɲ].
- La regla rítmica s'aplica també en els adjectius: l'accent de les terminacions desapareix si l'última síl·laba de l'arrel conté una vocal llarga. Així doncs, krásny farà krásna, krásne, krásnu, krásneho....

| Nombre       | Singular | Singular | Singular | Singular | Plural  | Plural   | Plural  | Plural  |
| Gènere       | Masculí  | Masculí  | Neutre   | Femení   | Masculí | Masculí  | Neutre  | Femení  |
| Gènere       | Animat   | Inanimat | Neutre   | Femení   | Animat  | Inanimat | Neutre  | Femení  |
| ------------ | -------- | -------- | -------- | -------- | ------- | -------- | ------- | ------- |
| Nominatiu    | cudzí    | cudzí    | cudzie   | cudzia   | cudzí   | cudzie   | cudzie  | cudzie  |
| Genitiu      | cudzieho | cudzieho | cudzieho | cudzej   | cudzích | cudzích  | cudzích | cudzích |
| Datif        | cudziemu | cudziemu | cudziemu | cudzej   | cudzím  | cudzím   | cudzím  | cudzím  |
| Acusatiu     | cudzieho | cudzí    | cudzie   | cudziu   | cudzích | cudzie   | cudzie  | cudzie  |
| Locatiu      | cudzom   | cudzom   | cudzom   | cudzej   | cudzích | cudzích  | cudzích | cudzích |
| Instrumental | cudzím   | cudzím   | cudzím   | cudzou   | cudzími | cudzími  | cudzími | cudzími |

El segon model és molt semblant al primer, únicament cal reemplaçar ý per í (i les subsegüents terminacions: é -> ie…). En aquest model també s'aplica la regla rítmica, per exemple rýdzi fa rýdza, rýdze, rýdzu, rýdzeho...